# Corea del Sur en los Juegos Olímpicos de Melbourne 1956
Corea del Sur estuvo representada en los Juegos Olímpicos de Melbourne 1956 por un total de 35 deportistas masculinos que compitieron en 7 deportes.

## Medallistas
El equipo olímpico surcoreano obtuvo las siguientes medallas:
| Nombre         | Deporte      | Competición |
| -------------- | ------------ | ----------- |
| Oro            |              |             |
| —              |              |             |
| Plata          |              |             |
| Song Soon-Chun | Boxeo        | 54 kg M     |
| Bronce         |              |             |
| Kim Chang-Hee  | Halterofilia | 67,5 kg M   |